# Oussoy-en-Gâtinais
Oussoy-en-Gâtinais là một xã trong tỉnh Loiret, vùng Centre-Val de Loire bắc trung bộ nước Pháp.